# 愛の名作・愛とサスペンスシリーズ
『愛の名作シリーズ』（あいのめいさくシリーズ）および『愛とサスペンスシリーズ』（あいとサスペンスシリーズ）は、1970年10月から1979年3月まで日本テレビが編成していたテレビドラマ再放送枠である。編成時間は月曜 - 金曜 14:00 - 14:55 （日本標準時）。

## 概要
1968年1月に『2時ですこんにちは』が終了して以来、日本テレビの平日14時台は放送番組のジャンルがまちまちで、編成時間も一定でなかった。1970年秋の改編で設けられた本枠は放送番組のジャンルと編成時間を統一した55分枠で、『グランド劇場』（現・土曜ドラマ）や『火曜劇場』の作品、そしてそれら以外の枠で放送されていた恋愛ドラマを放送。枠名は、放送作品のジャンルに合わせて変えられていた。さらに『火曜日（→土曜日）の女シリーズ』の作品を放送する際には、枠名を『愛とサスペンスシリーズ』とすることもあった。
1978年夏からは、15時台の『テレビドラマシリーズ』が不定期放送していた時代劇や、16時台の『青春アワー』が放送していた青春ドラマも放送していた。
1979年4月からこの時間帯に読売テレビ製作の帯番組『2時のワイドショー』が放送されるのに伴い、本枠は同年3月をもって廃止された。以来この時間帯では28年以上にわたって帯のワイドショーが放送されていたが、2007年10月をもって再び再放送枠に転換。日本テレビが2008年3月に『情報ライブ ミヤネ屋』のネットを開始するまでの間、13:55 - 15:50に『ドラバラZONE』が編成されていた。

## 放送作品一覧
- 火曜日（→土曜日）の女シリーズ作品
- つくし誰の子
- 加那子という女
- 恋ちりめん
- かみなり三代
- 新婚さん旧婚さん
- 花は花よめ
- ぼてじゃこ物語
- 3丁目4番地
- 七つちがい
- あの橋の畔で
- じゃがいも
- 人妻だから
- さよなら・今日は
- 薔薇夫人
- あにき
- 前略おふくろ様
- 炎のカルテ
- 女の気持
- あなただけ今晩は
- 喜びも悲しみも幾歳月（北大路欣也・山本陽子主演版）
- ぶらり信兵衛道場破り
- 俺たちの旅
- 青春ド真中!
- 気まぐれ本格派
- ほか多数

参考：『放送学研究 別冊2 午後の時間帯』日本放送協会総合放送文化研究所、177 - 181頁。

## その他
- 15時台の『テレビドラマシリーズ』または『時代劇シリーズ』（10:30からの『時代劇シリーズ』とは別物）や16時台の『青春アワー』または『青春アクションシリーズ』と違い、本枠は一貫して特定のスポンサーが付かないPT枠 (NSP) となっていた[3]。
- 午後にプロ野球日本シリーズなどの野球中継（当時はデーゲームだった）が予定されている日には休止になることがあった。